# Amor à primeira vista

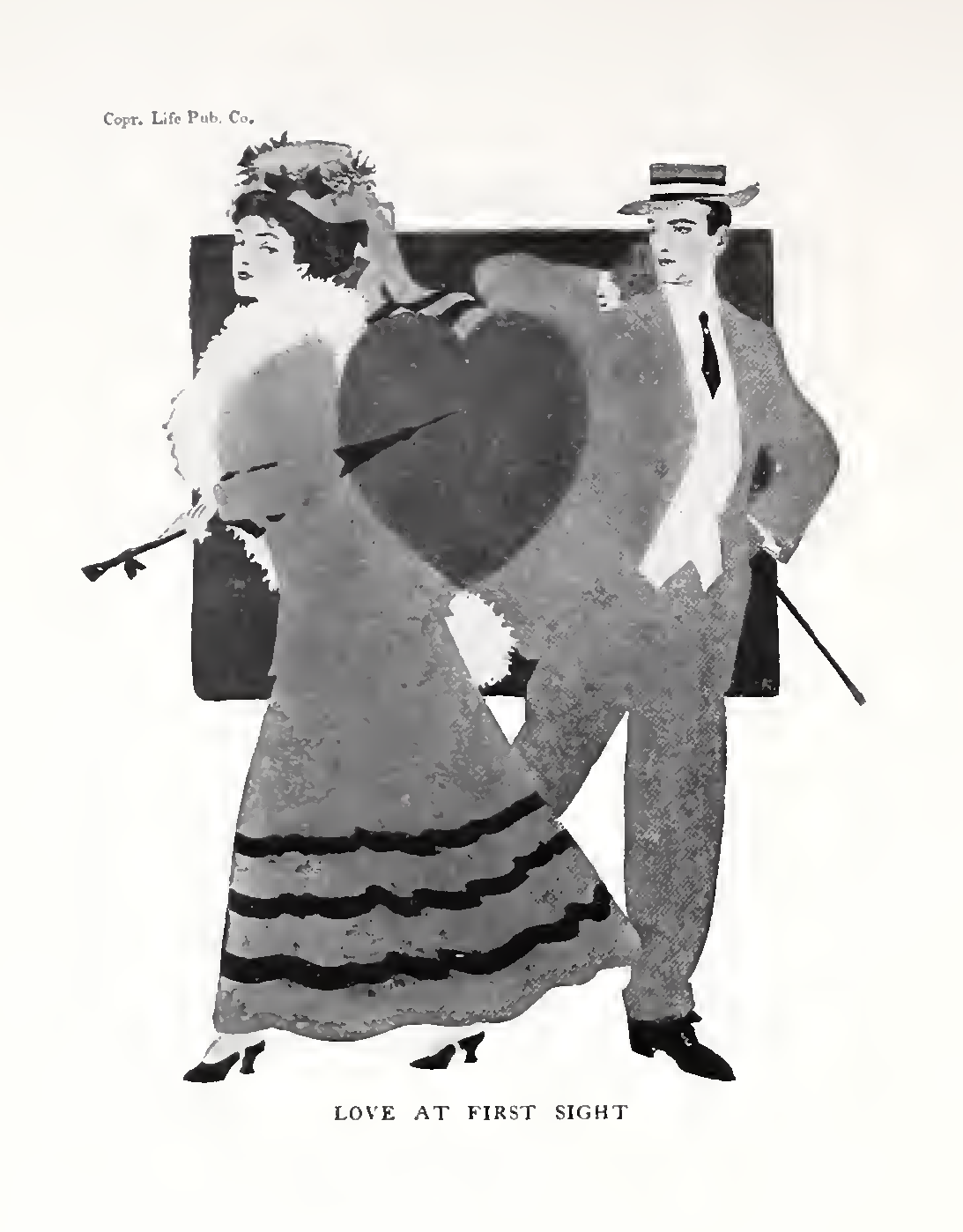
Amor à Primeira Vista, ilustração de Coles Phillips para a "A Gallery of Girls".

Amor à primeira vista é uma experiência pessoal e um tema comum em obras criativas: uma pessoa ou personagem sente uma atração romântica instantânea, extrema e duradoura por um estranho ao vê-lo pela primeira vez. Ela tem sido descrita por poetas e críticos desde o surgimento da Grécia antiga.

## Concepções históricas

### Grego
No mundo clássico, o fenómeno do “amor à primeira vista” era compreendido no contexto de uma concepção mais geral do amor apaixonado, uma espécie de loucura ou, como diziam os gregos, theia mania (“loucura dos deuses”).  Essa paixão amorosa foi descrita por meio de um elaborado efeito psicológico metafórico e mitológico envolvendo "flechas de amor" ou "dardos de amor", cuja fonte era frequentemente dada como o mitológico Eros ou Cupido, e às vezes por outras divindades mitológicas, como Fama. Às vezes, dizia-se que a origem das flechas era a própria imagem do belo objeto de amor. Se essas flechas atingissem os olhos do amante, elas viajariam e "perfurariam" seu coração, inundando-o de desejo e saudade (doença do amor). A imagem da "ferida da flecha" era às vezes usada para criar oximoros e antíteses retóricas.
O "amor à primeira vista" era explicado como um sedução repentina e imediata do amante por meio da ação desses processos, e é ilustrado em inúmeras obras gregas e romanas. No épico de Ovídio de 8 d.C., Metamorfoses, Narciso fica imediatamente fascinado e encantado por sua própria imagem (sem que ele soubesse), e Eco também se apaixona por Narciso à primeira vista. Em Leucippe e Clitofonte, de Aquiles Tácio, o amante Clitofonte descreve assim sua própria experiência do fenômeno: "Assim que a vi, fiquei perdido. Pois a ferida da Beleza é mais afiada do que a de qualquer arma, e atravessa os olhos até a alma. É através dos olhos que a ferida do amor passa, e agora me tornei presa de uma série de emoções..."
Outra interpretação clássica do fenômeno da "fome à primeira vista" é encontrada no Simpósio de Platão (c. 385-370 a.C.), na descrição de Aristófanes da separação de criaturas duplas primitivas em homens e mulheres modernos e sua subsequente busca por sua metade perdida: "... quando [um amante] ... tem a sorte de encontrar sua outra metade, ambos ficam tão intoxicados de afeição, de amizade e de amor, que não suportam deixar um ao outro fora de vista por um único instante."

### Medieval, Renascentista e Barroco
A concepção clássica das flechas do amor foi elaborada pelos poetas trovadores provençais do sul da França nos séculos XI e XII e se tornou parte da tradição do amor cortês europeu. Em particular, um vislumbre dos olhos da mulher foi considerado a fonte do dardo do amor:

Essa doutrina da percepção visual imediata da dama como pré-requisito para o nascimento do amor originou-se entre os "beaux esprits" da Provença. [...] De acordo com essa descrição, o amor se origina nos olhos da dama quando encontrado pelos de seu futuro amante. O amor assim gerado é transmitido em brilhantes raios de luz dos olhos dela para os dele, através dos quais passa para tomar morada em seu coração.
Em alguns textos medievais, o olhar de uma bela mulher é comparado à visão de um basilisco.
Giovanni Boccaccio fornece um exemplo memorável em seu Il Filostrato, onde mistura a tradição do amor à primeira vista, os dardos do olho e a metáfora da flecha de Cupido:  "Nem ele (Troilo), que era tão sábio pouco antes... percebeu que o Amor com seus dardos habitava dentro dos raios daqueles olhos adoráveis... nem notou a flecha que disparou em direção ao seu coração."
William Shakespeare presta uma homenagem póstuma a Christopher Marlowe, que escreveu "Quem já amou aquele que não amou à primeira vista?" em seu poema de 1598, Hero and Leander, citando-o no ano seguinte em Como Gostais: "Pastor morto, agora encontro tua espada de poder: "Quem já amou aquele que não amou à primeira vista? "'.
Essas imagens dos olhos do amante, das flechas e das devastações do "amor à primeira vista" continuaram a circular e a ser elaboradas na literatura renascentista e barroca, e desempenham um papel importante na ficção ocidental e especialmente no romance, de acordo com Jean Rousset.

## Concepções psicológicas
Pesquisas mostram duas bases para o amor à primeira vista. A primeira é que a atratividade de uma pessoa pode ser determinada muito rapidamente, com o tempo médio em um estudo sendo de 0,13 segundos. A segunda é que os primeiros minutos, mas não o primeiro momento, de uma relação demonstraram ser preditivos do sucesso futuro da relação, mais do que o que duas pessoas têm em comum ou se gostam uma da outra ("semelhante atrai semelhante").
A paixão, que não deve ser confundida com amor à primeira vista, é o estado de ser levado por uma paixão irracional ou amor presumido. Hillman e Phillips descrevem-no como um desejo de expressar a atração libidinal do amor viciante,  inspirado por uma paixão ou admiração intensa, mas de curta duração, por alguém.

## Ocorrência na literatura e nas artes

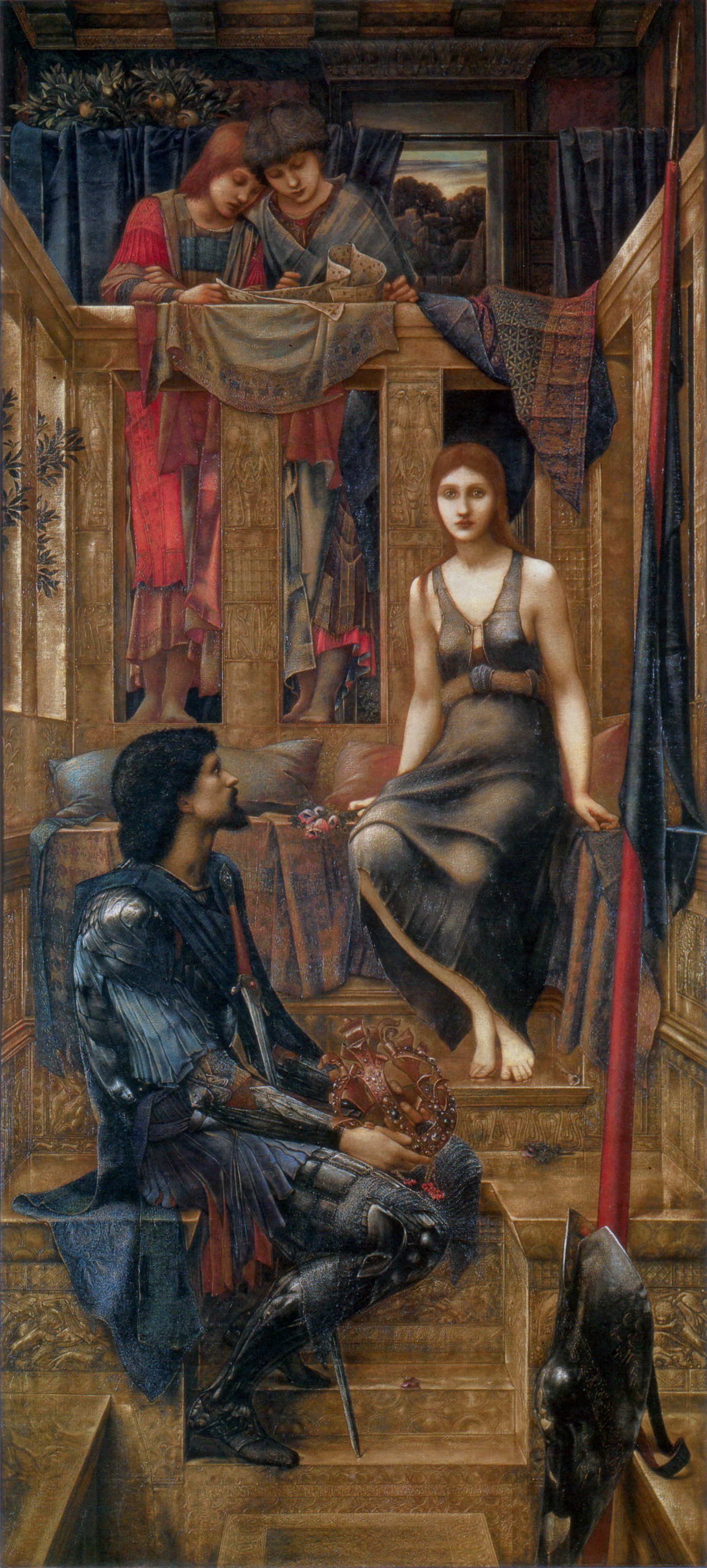
Rei Cophetua e a pedinte, 1884, de Edward Burne-Jones, retrata uma história mais antiga de amor à primeira vista.